# 错埠岭站
错埠岭站，位于中华人民共和国山东省青岛市市北区南京路与辽阳西路交叉口地下，是青岛地铁3号线和4号线的地铁换乘站。

## 沿革
- 2009年11月30日，青岛地铁一期工程正式奠基，地铁车站（3号线部分）土建开始。
- 2016年12月18日，青岛地铁3号线全线通车，车站正式启用。
- 2022年12月26日，青岛地铁4号线开通，本站成为3号线与4号线间的两座换乘车站之一（另一为人民会堂站）。

## 车站结构
地铁3号线与4号线为十字交叉排布，以3号线为主站位：3号线为南北方向，沿南京路伸展；4号线为东西方向，沿辽阳西路伸展。
车站3号线部分为地下二层岛式站台车站，车站主体外包尺寸总长217 m、标准段总宽20.8 m，站厅层宽20.2 m、长196.25 m、面积3 964.25 m²，站台层宽20.8 m、长196.25 m、面积4 082 m²，站台宽12 m、有效长120 m。
车站主体采用南段盖挖逆作、北段明挖顺做法施工，设4个出入口、2组风亭、1个消防出入口，分别位于南京路东西两侧和辽阳西路南北两侧。
| 地面 |                    | A-D出入口                        |  |  |
| B1层 | 3号线站厅          | 客服中心、自动售票机、进出站闸机 |  |  |
| B2层 | 4号线站厅          | 客服中心、自动售票机、进出站闸机 |  |  |
|      |                    | 3号线 往青岛站（敦化路）         |  |  |
|      | 岛式站台，左侧开门 |                                  |  |  |
|      |                    | 3号线 往青岛北站（清江路）       |  |  |
| B3层 |                    | 4号线 往人民会堂（西吴家村）     |  |  |
|      | 岛式站台，左侧开门 |                                  |  |  |
|      |                    | 4号线 往大河东（福辽立交桥）     |  |  |

## 出入口
- ：南京路（西）、辽阳西路（北）
- ：辽阳西路（北）、南京路（东）
- ：辽阳西路（北）、绍兴路
- ：辽阳西路（南），南京路（东）、吴兴路、吴中路
- ：辽阳西路（南）、吴兴路、绍兴路
  - 图例： 设有

## 车站周边
错埠岭站位于辽源路街道西部，东临芙蓉花园小区。北向约100米为海泊河，东向约2.3千米为福辽立交桥。

## 换乘
错埠岭站除自身轨道交通性质外，还可实现与市内公交车和出租车的近距离换乘：
- 分布于周边的公交车站，包括以下路线的停靠站点：4、19、28、119、208、307、308、362、369、370、602、603路等。